# Luxemburgo en los Juegos Olímpicos de Sankt Moritz 1928
Luxemburgo estuvo representado en los Juegos Olímpicos de Sankt Moritz 1928 por un total de 5 deportistas que compitieron en bobsleigh.  
El equipo olímpico luxemburgués no obtuvo ninguna medalla en estos Juegos.